# Benoît Chauvet
Benoît Chauvet, né le 5 février 1981 à Vannes, est un fondeur français.

## Carrière
Il commence sa carrière en 2000, puis est médaillé de bronze sur le 30 km aux Championnats du monde junior. Ayant pris son premier départ en Coupe du monde en 2001, Benoît Chauvet réalise son premier et seul podium au cours de la saison 2004-2005 à l'occasion du relais de Gällivare, où les Français terminent troisième. Il participe également aux Championnats du monde 2005. Depuis 2010, il concourt principalement aux courses de longue distance de la Worldloppet et a remporté à deux reprises la Transjurassienne en 2011 et 2013.

## Palmarès

### Coupe du monde
- Meilleur classement général : 122e en 2009
- 1 podium en relais : 1 troisième place

### Championnats du monde junior
- Médaille de bronze du 30 km libre à Karpacz-Szklarska en 2001